# Comté de Cherokee (Oklahoma)
Pour les articles homonymes, voir Comté de Cherokee.
Le comté de Cherokee est un comté situé à l'est de l'État de l'Oklahoma aux États-Unis. Le siège du comté est Tahlequah. Selon le recensement de 2000, sa population est de 42 521 habitants.

## Comtés adjacents
- Comté de Delaware (nord)
- Comté d'Adair (est)
- Comté de Sequoyah (sud)
- Comté de Muskogee (sud-ouest)
- Comté de Wagoner (ouest)
- Comté de Mayes (nord-ouest)

## Principales villes
- Fort Gibson
- Hulbert
- Oaks
- Tahlequah